# Jarod (Le Caméléon)
Pour les articles homonymes, voir Jarod.
Jarod est le personnage principal de la série télévisée de fiction Le Caméléon créée par Steven Long Mitchell et Craig Van Sickle. Il est interprété par plusieurs acteurs selon l'âge du personnage : Michael T. Weiss à l'âge adulte, Ryan Merriman à l'adolescence et enfin Jonathan Osser lorsqu'il est enfant.

## Biographie fictive

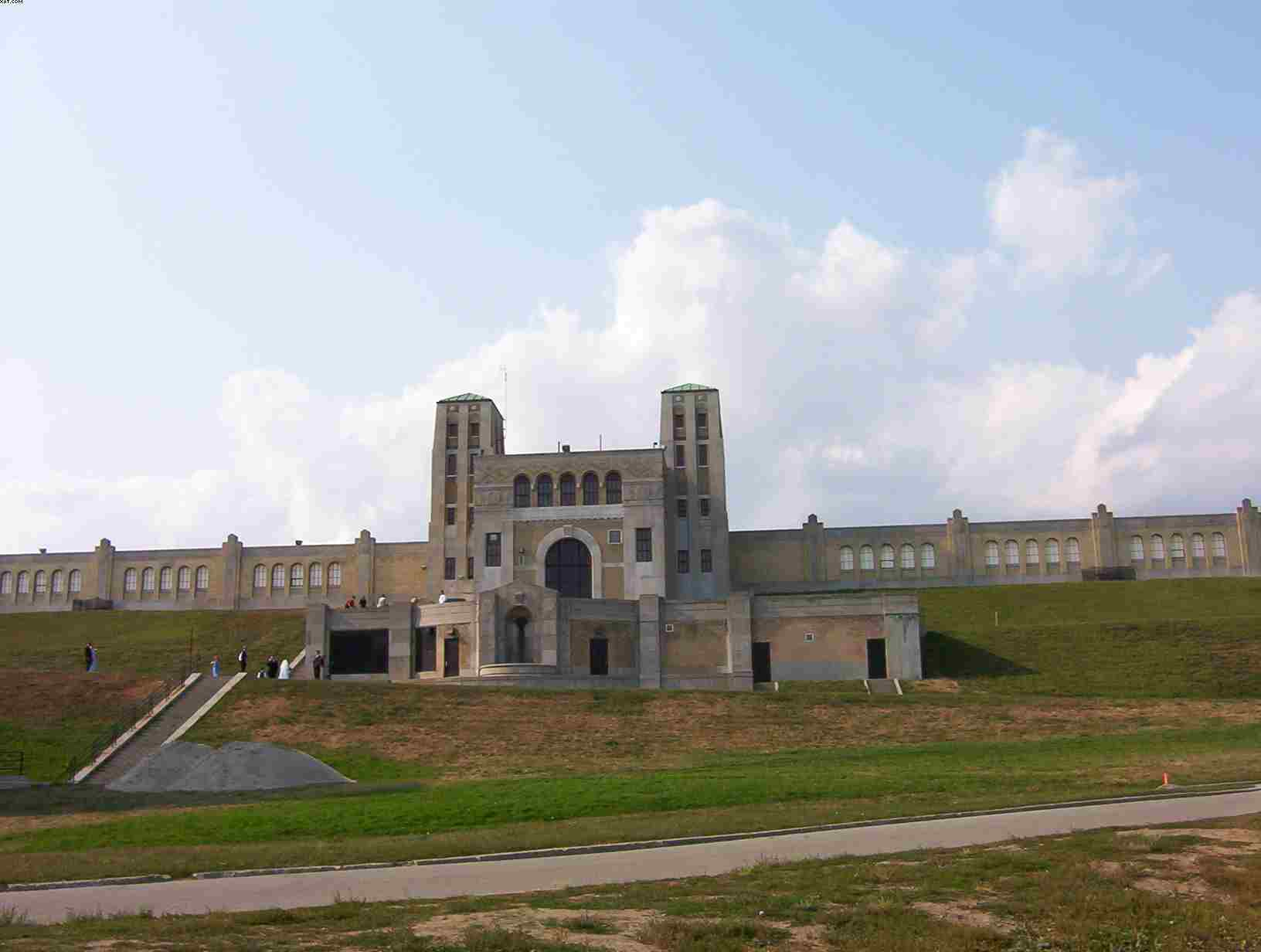
Le centre d'où s'est échappé Jarod.

En 1963, alors âgé de quatre ans, Jarod a été enlevé par une organisation secrète appelée « le Centre ». Il est confié à Sydney qui l'aide à développer ses capacités de Caméléon : il est capable d'apprendre rapidement de nombreuses connaissances et de prendre n'importe quelle identité. Il peut assimiler un nouveau métier ou un nouveau sport en quelques semaines. Il peut ainsi être aussi bien policier, avocat, professeur, mécanicien, pilote de chasse… Il prend systématiquement le nom de famille d'un personnage emblématique de la profession qu'il exerce sur le moment
En 1996, lorsqu'il comprend l'utilisation néfaste que le Centre fait de ses simulations, Jarod s'en échappe en emportant tout son travail avec lui. Il se sent en partie coupable des torts que son travail au Centre a causés et souhaite se racheter en tentant de sauver le maximum de personnes. Enfant enlevé et privé de famille, il est particulièrement sensible aux drames familiaux. Il utilise ses capacités pour réparer des injustices qu'il repère dans les journaux. Il est poursuivi par plusieurs personnes du Centre qui cherche à le récupérer, en particulier Mlle Parker, Broots et Sydney, ou à le tuer comme M. Raines.
Lors d'un crossover avec la série Profiler on en apprend plus sur son évasion du Centre en 1996 : alors qu'il allait être rattrapé, il arrête la voiture de Tod qui accepte de le faire monter. Ce dernier trouve Jarod bizarre car il pose plein de questions sur ce qu'il n'a jamais connu lors de ses 33 années de captivité. Au moment de le quitter, Tod tend à Jarod 20 $ pour qu'il s'offre une glace. Quatre ans plus tard, Jarod apprend qu'il est mort et part aussitôt enquêter sur sa mort.
Du fait de sa captivité durant toute son enfance et le début de vie d'adulte, il ne connaît pas les choses simples de la vie et du monde extérieur. Il découvre de nombreuses friandises et des objets de la culture populaire américaine : les bonbons PEZ (dont il est particulièrement friand et garde toujours des boîtes sur lui), Spider-Man, la gelée... mais aussi le sexe, et bien d'autres encore. Il peut ainsi s'enticher d'un nouveau gadget ou d'une nouvelle sucrerie dans de nombreux épisodes et l'étudier jusqu'à l'obsession. Il subvient à ses besoins en piratant régulièrement les comptes bancaires du Centre, voire parfois la propre carte de crédit de Mademoiselle Parker. 
Il tente de retrouver sa famille, et en particulier sa mère et au sens large ses origines. Au fil des épisodes, Jarod apprend qu'il est l'ainé d'une famille de trois enfants. Il a une sœur, Emily et un frère, Kyle, Caméléon comme lui mais conditionné par Mr Raines pour être mauvais (les deux frères se retrouvent à l'âge adulte mais Kyle perd la vie en protégeant Jarod). Il a aussi un demi-frère, Ethan. Sa mère, Margareth et son père le Major Charles vivent cachés depuis plus de 30 ans pour échapper au Centre mais n'ont jamais cessé de chercher leurs enfants (en compagnie de leur fille Emily).
Il est très lié à son mentor Sydney et l'appelle régulièrement pour lui demander conseil ou se met lui-même en danger pour lui venir en aide. Il laisse régulièrement des indices derrière lui sur sa prochaine destination pour que Sydney devine où il se trouve et donc ne perde pas contact. Ses énigmes sont néanmoins suffisamment complexes pour que le centre ne le trouve qu'après qu'il a terminé son travail. Il rassemble des informations sur son affaire en cours sur des cahiers rouges et les laisse fréquemment derrière lui à l'intention de Sydney.
Il implique également Mlle Parker dans ses recherches, leur passé étant étroitement lié. Il est également en contact avec Angelo au centre, lequel lui passe clandestinement de nombreuses informations au nez et à la barbe du centre.
Certains civils sont également au courant de sa véritable nature comme l’Écossais, un petit truand qui le vend au Centre avant de se racheter, ou Neil Roberts un animateur radio animant un talk-show où Jarod intervient anonymement et qu'il a percé à jour avant même de le rencontrer.